# Otto Ostrowski
Otto Ostrowski (né le 28 janvier 1883 à Spremberg, mort le 16 juin 1963 à Knokke-Heist, Belgique) est un homme politique allemand, bourgmestre-gouverneur de Berlin du 5 décembre 1946 au 17 avril 1947.

## Biographie
Après des études de philologie romane à l'iniversité de Berlin, il devient professeur à Luckenwalde, Lyon et Sheffield, après avoir été refusé dans le système prussien à cause de son engagement politique. Après la Première Guerre mondiale, il rejoint le SPD et est élu maire de Lankwitz qui est incorporé dans Berlin en 1920 ; plus tard, il devient maire de Finsterwalde, en Lusace. Il est élu en 1926 maire de Berlin-Prenzlauer Berg mais il est démis de ses fonctions par l'arrivée des nazis au pouvoir en 1933 à cause de ses origines juives. Après la Seconde Guerre mondiale, Ostrowski devient maire de Berlin-Wilmersdorf.
Le 5 décembre 1946, il est élu bourgmestre-gouverneur de Berlin. Il assiste alors à la fusion de la section du SPD à Berlin-Est avec le KPD pour former le SED et se montre prêt à collaborer avec ce nouveau parti. Grâce à sa bonne entente avec le commandant soviétique, il obtient l'abattage de plus d'arbres pour lutter contre la pénurie durant l'hiver 1947. Lorsqu'il refuse de licencier les fonctionnaires du SED, on présente le 11 avril 1947 une motion de censure contre lui qui est adoptée par un vote à la majorité.
Le 17 avril 1947, Ostrowski démissionne. Ernst Reuter est choisi le 24 juin 1947 mais ne prend pas ses fonctions en raison du veto soviétique. C'est finalement Louise Schroeder qui lui succède. Il devient président de la Cour des comptes, institution nouvellement créée, de 1948 à 1951.
À sa mort en 1963, il est enterré au cimetière de Wilmersdorf.